# فالنسيا باسكت
فالنسيا باسكت (بالإسبانية: Valencia Basket)‏ هو فريق كرة سلة إسباني تأسس في 1986 يقع في بلنسية، إسبانيا. يلعب في ليغا أيه سي بي والدوري الأوروبي لكرة السلة.

## وصلات خارجية
- الموقع الإلكتروني